# Francesco Civalli
Francesco Civalli ou encore Francesco Civalli Perugino (Pérouse,  1660  - Rome, 7 janvier 1703) est un peintre italien.

## Biographie
Francesco Civalli, après des études litteraires, s'adonna à l'étude de la peinture. 
auprès de Giovanni Andrea Carlone, alors actif à Pérouse, et à dix huit ans (v. 1677), il se rend à Rome où il intègre l'école de Baciccio puis monseigneur Giuseppe Renato Imperiali, influent prélat, le prend sous sa coupe avec «  toute latitude à peintre tout ce qu'il veut ».
Pendant cette période il réalise :
- Madonna con Bambino,S. Giuseppe e due angeli (perdue)
- Stendardi di Castello e delle galee,
- Mosè salvato dalle acque (perdu)

Giuseppe Renato Imperiali élu cardinal en 1690, nommé légat pontifical à Ferrare, Carnevali suit son mentor dans cette ville avant de se rendre à Venise, puis à Rome  où il participe à la décoration de l'actuel palais Ferraioli (piazza Colonna) avec  Pietro de' Pietri et Michelangelo Ricciolini. Ces décorations disparues au cours de l'Ottocento.
Raccomandé à la marquise di Fuscaldo, sœur de l'Imperiali, l'artiste se rend à Naples où il ne réalise que quelques portraits : Portrait de la famille Spinelli di Fuscaldo (perdu). Le peu de succès l'incitent à rentrer à Rome où il décore entre autres le plafond de la nef de l'église San Giorgio in Velabro.
Pendant la même période, il réalise une lunette en la basilique Sant'Andrea delle Fratte .
Francesco Cavalli meurt d'hydrophisie à Rome le 7 janvier 1703 et est enterré dans l'église romaine San Carlo ai Catinari.
Malheureusement la plupart de ses réalisations sont perdues.